# Solenopsis pergandei
Solenopsis pergandei är en myrart som beskrevs av Auguste-Henri Forel 1901. Solenopsis pergandei ingår i släktet eldmyror, och familjen myror. Inga underarter finns listade i Catalogue of Life.

## Bildgalleri

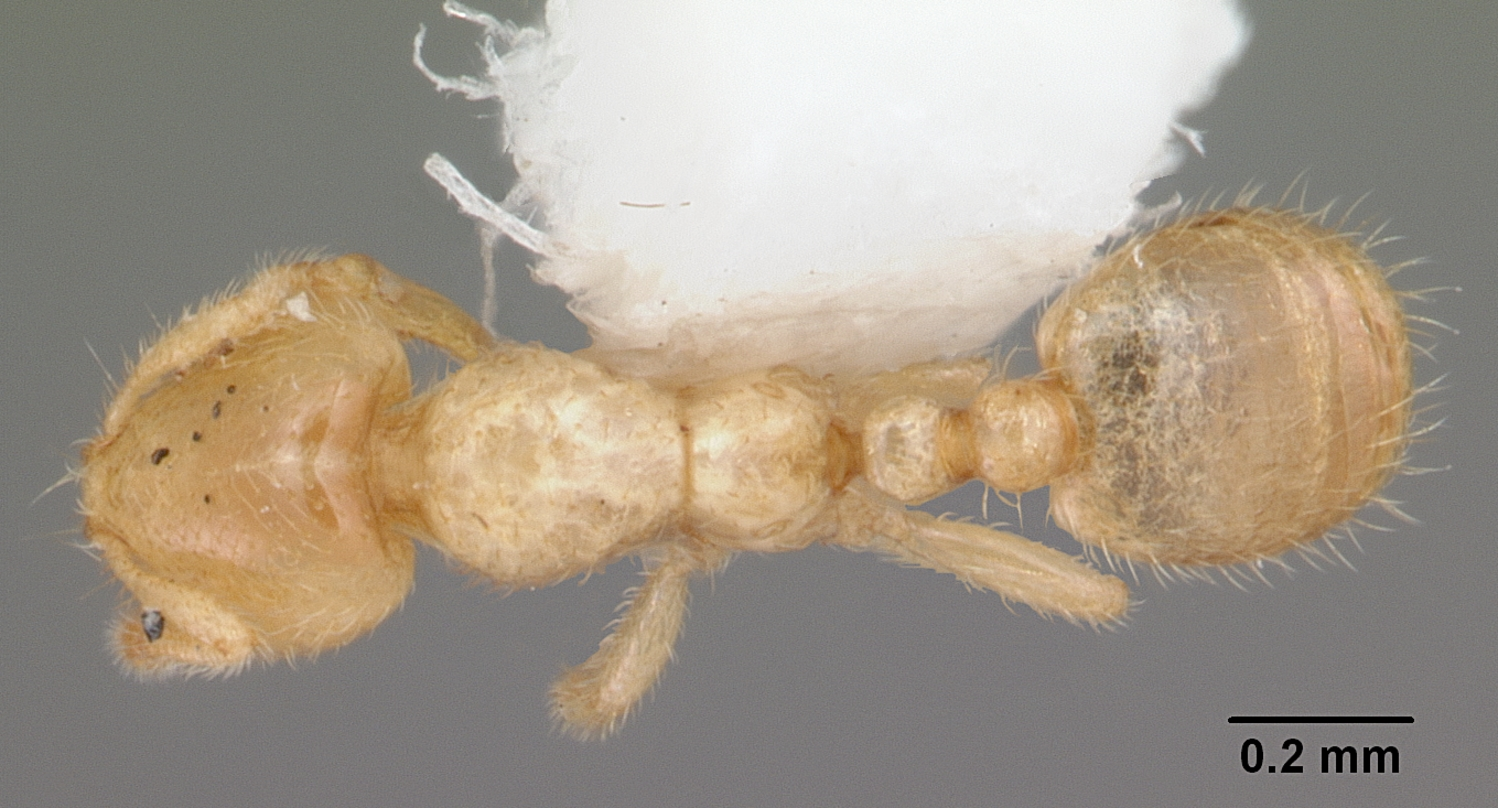
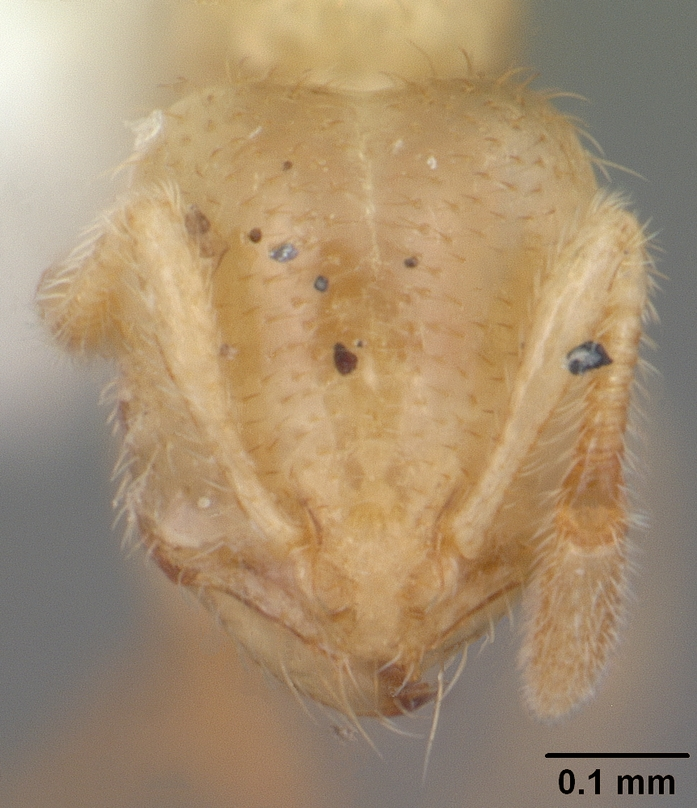
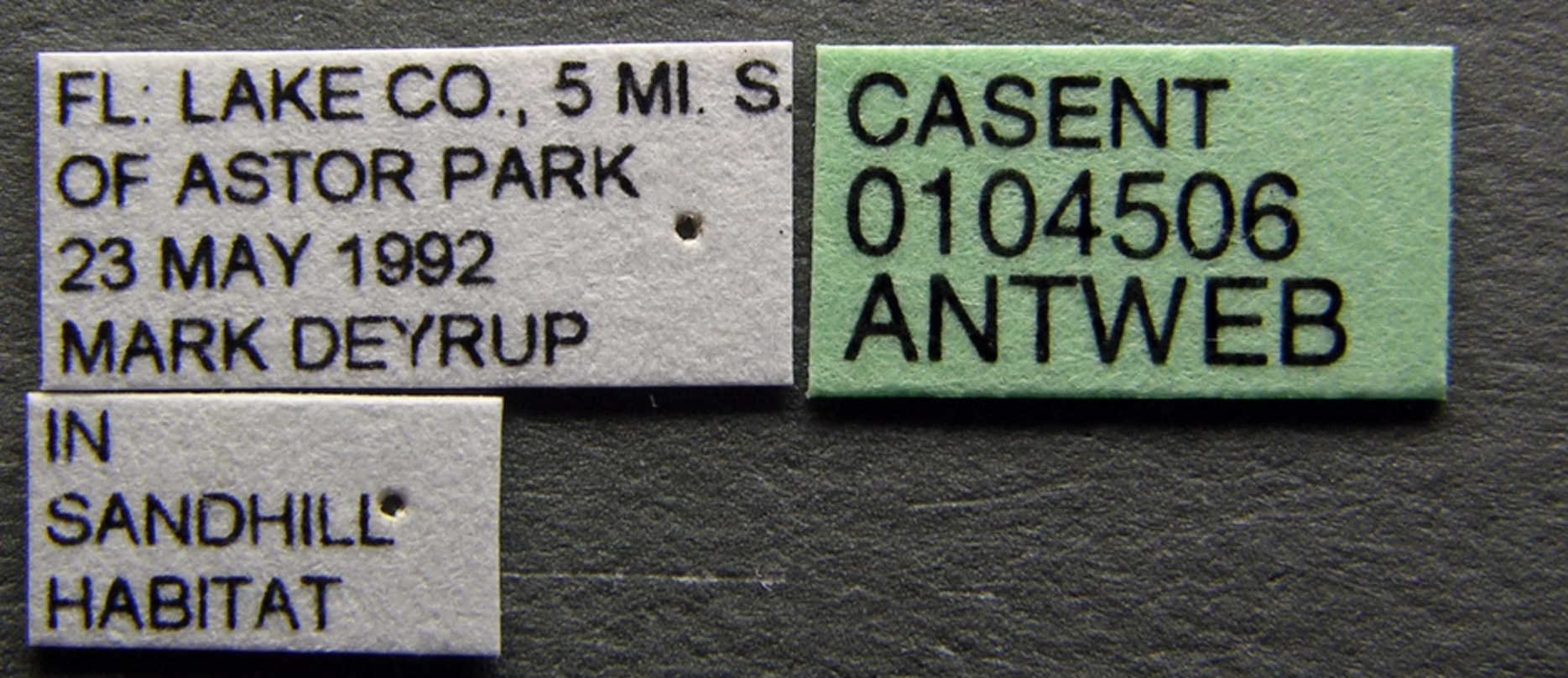
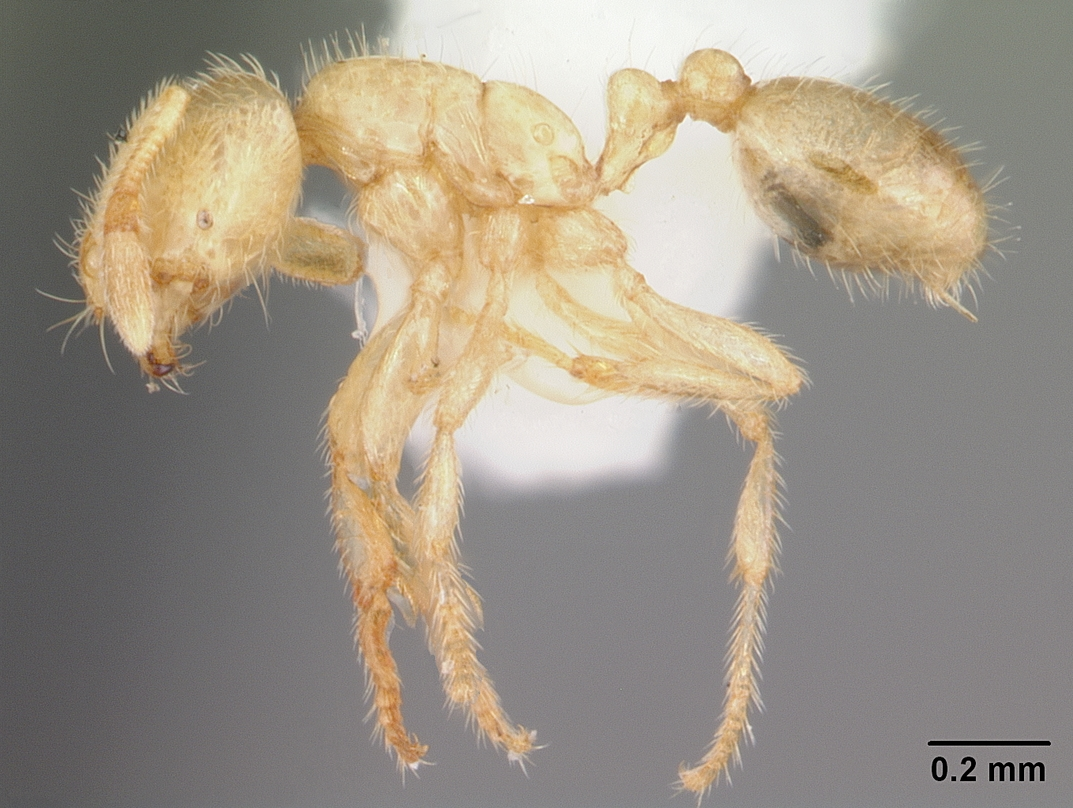
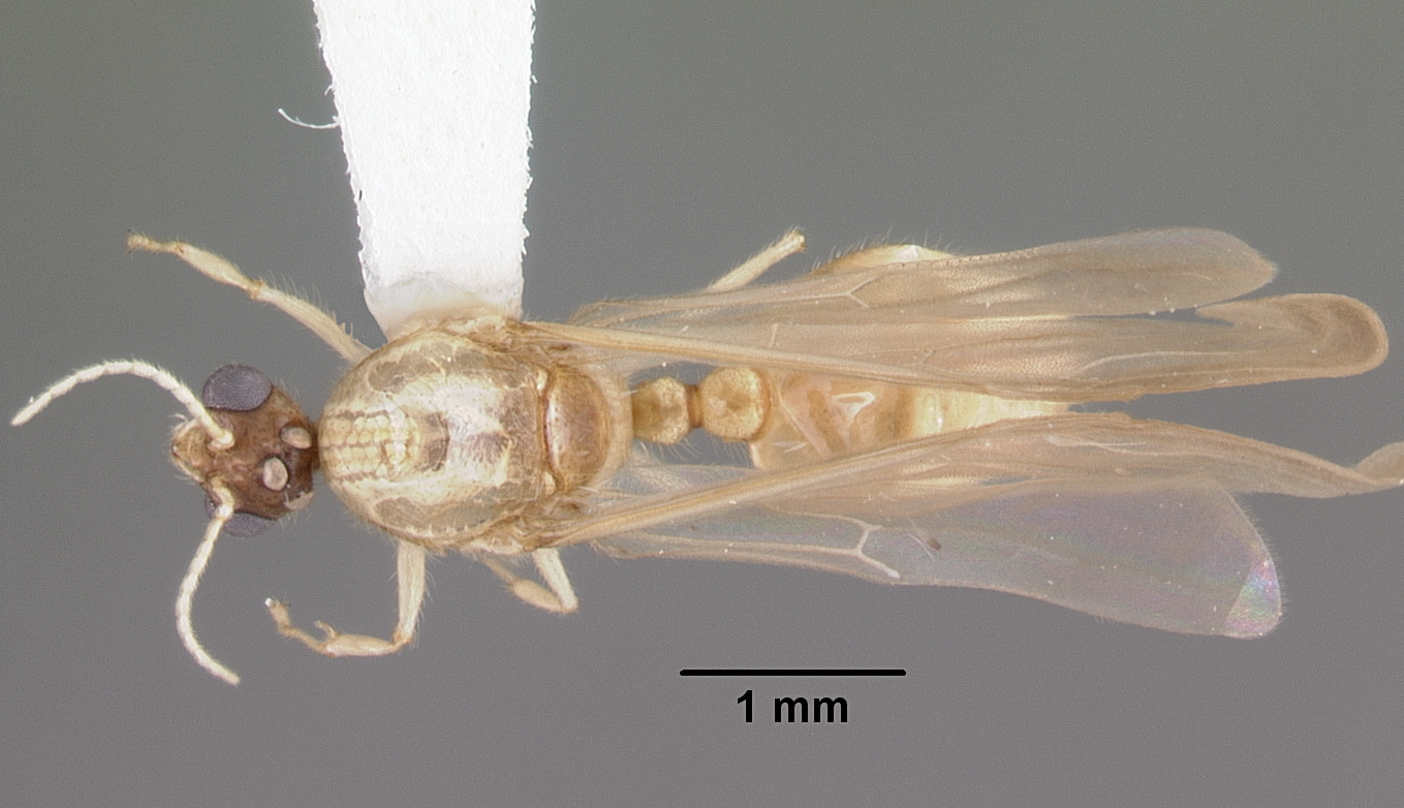
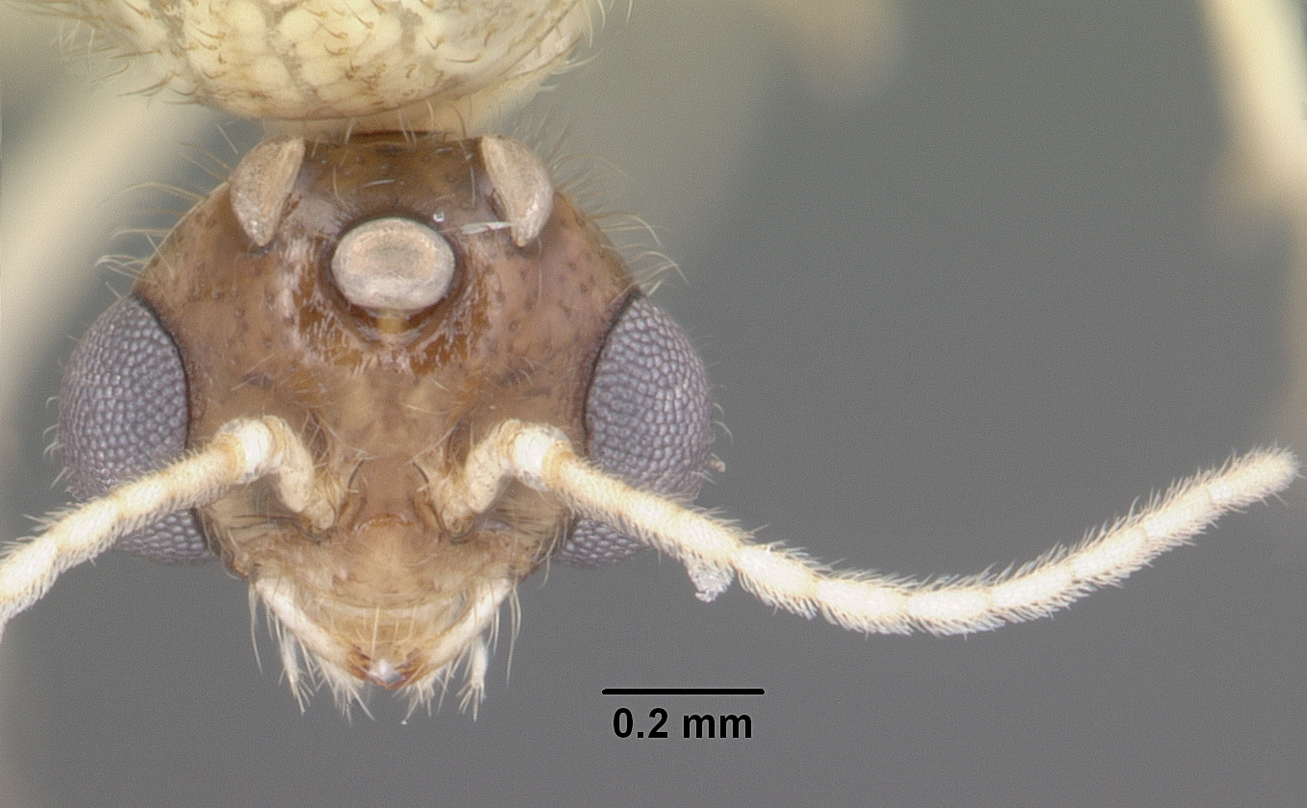